# هوبكينتون (ماساتشوستس)
هوبكينتون (بالإنجليزية: Hopkinton, Massachusetts)‏ هي بلدة أمريكية تقع في الولايات المتحدة في مقاطعة ميدلسيكس (ماساشوستس). يقدر عدد سكانها بـ 14,925 نسمة ومساحتها 72.9 كم2 وترتفع عن سطح البحر 125 متر.

## أعلام
- جوزيف يونغ
- أبوت بارنز رايس
- دانيال شايز
- جون كوران
- ويلارد ريتشاردز